# Lago Escondido
Lago Escondido (Spaans voor Verborgen Meer) is een plaatsje met 71 inwoners (2001), in het departement Ushuaia en de provincie Vuurland, Antarctica en Zuid-Atlantische eilanden in Argentinië.

## Demografie
In 1991 had de plaats 46 inwoners.
In 2001 was dit gestegen tot 71 inwoners (een stijging van 54,35%) en in 2010 tot 129 inwoners.